# Casablanca Express
Casablanca Express (org. Casablanca Express) – przygodowy film wojenny produkcji włoskiej z 1989 roku w reż. Sergio Martino.

## Fabuła
II wojna światowa, listopad 1942. Brytyjski premier Winston Churchill przybywa do francuskiej Afryki Północnej, a jego głównym celem jest Casablanca. Jego przyjazd otoczony jest najwyższą tajemnicą i ze względu na działania niemieckiego wywiadu wysoce ryzykowny. Alianckie dowództwo dla zachowania całego przedsięwzięcia w tajemnicy i ochronę premiera, przydziela mu dwóch speców od kontrwywiadu – Brytyjczyka Coopera i Amerykanina kpt. Franchetti. Ci dwaj ludzie z pomocą atrakcyjnej por. Fisher muszą zmierzyć się z siatką niemieckich agentów działających w Afryce Północnej, których celem jest porwanie Churchilla. Pomimo ścisłych środków ostrożności, niemieckim agentom udaje się opanować pociąg wiozący brytyjskiego premiera i oddać go w ręce niemieckich spadochroniarzy. Następuje sytuacja patowa – Niemcy żądają bezpiecznego transportu dla Churchilla do Niemiec, alianci nie chcą zgodzić się na te warunki, zdając sobie doskonale sprawę z moralnego znaczenia niewoli premiera Wielkiej Brytanii. Jednak poświęcenie i sprawna akcja alianckich agentów umieszczonych w pociągu (Coopera, Franchettiego i Fisher) doprowadza do uwolnienia Churchilla. Trud ten, opłacony śmiercią niektórych z nich, zdaje się być jednak daremny – jak się okazuje w ostatniej scenie filmu, pociągiem podróżował jedynie sobowtór Churchilla, umieszczony tam w najściślejszej tajemnicy, celem zmylenia i odwrócenia uwagi niemieckiego wywiadu.

## Obsada
- Jason Connery jako Alan Cooper
- Francesco Quinn jako kpt. Franchetti
- Jinny Steffan jako por. Fisher
- Manfred Lehmann jako Otto von Tiblis
- Jean Sorel jako mjr Valmore
- Donald Pleasence jako płk. Bats
- Glenn Ford jako gen. Williams
- Luisa Maneri jako Nanny
- Horst Schön jako Priest (as Horst Schon)
- David Brandon jako Jason Lloyd
- John Evans jako Winston
- Marina Viro jako Olga
- Giulia Urso jako Liz
- Giovanni Tamberi jako Julian
- Augusto Poderosi jako Barry

i inni.